# دانشگاه رادبود
دانشگاه رادبود نیمخن (به صورت مختصر به عنوان RU هلندی: Radboud Universiteit Nijmegen) یک دانشگاه دولتی با تمرکز قوی بر روی تحقیقات واقع در نیمیخن هلند است. تأسیس آن به ۱۷ اکتبر ۱۹۲۳ بر می‌گردد و واقع در قدیمی‌ترین شهر هلند است. این دانشگاه ۷ دانشکده و بیش از ۱۹۹۰۰ دانشجو داراست.

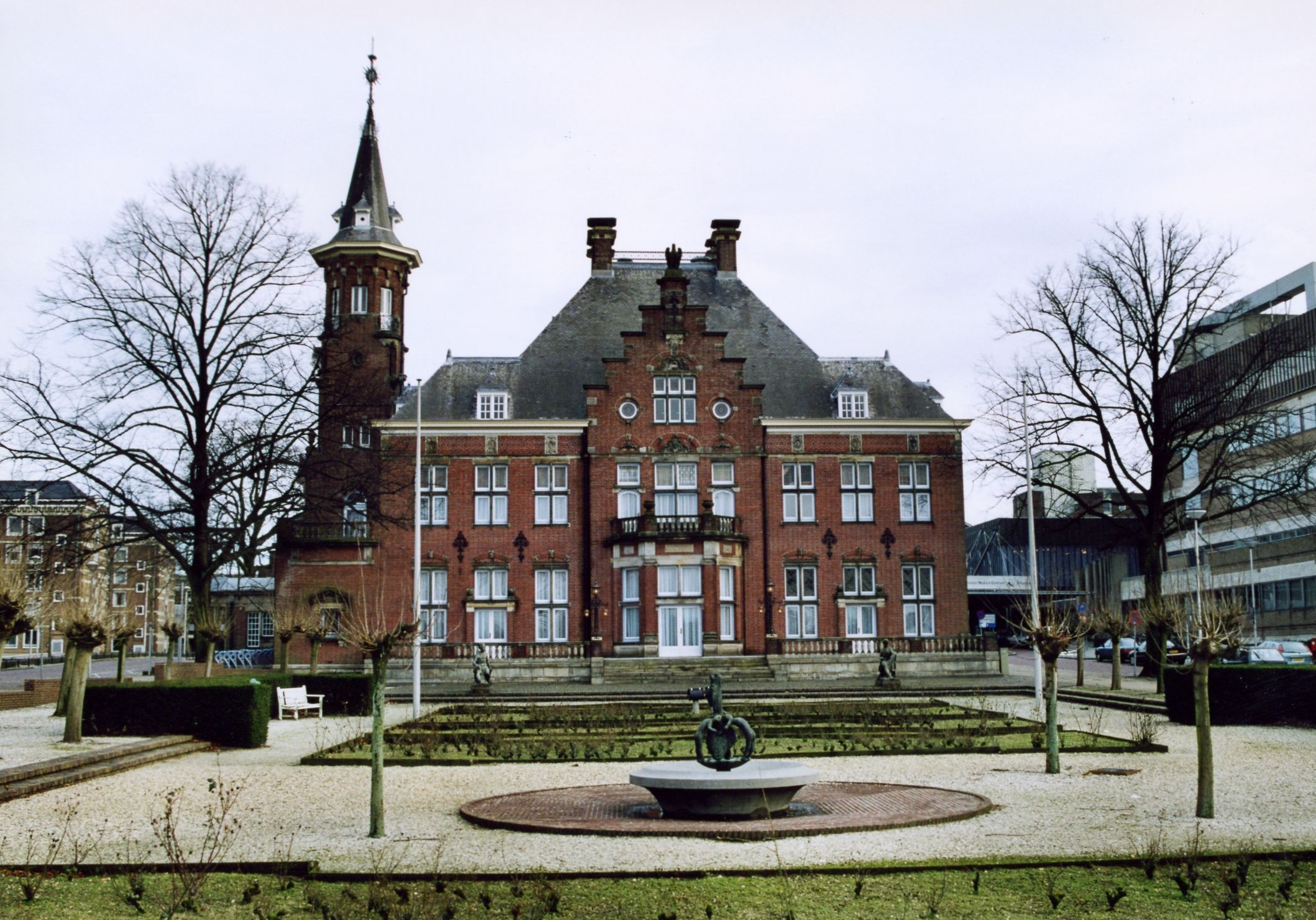